# Hyman Levy
Hyman Levy   (Edimburg, 28 de febrer de 1889 - Wimbledon, 27 de febrer de 1975) va ser un matemàtic, filòsof i polític jueu anglès.

## Vida i Obra
Levy era fill d'un marxant d'art de família jueva ortodoxa. Va estudiar a la universitat d'Edimburg en la qual es va graduar el 1911. A continuació va anar becat a la universitat de Göttingen per estudiar amb David Hilbert i Carl Runge, però en esclatar la Primera Guerra Mundial el 1914 va haver de fugir per no quedar-se en territori enemic. Després d'una breu estança a la universitat d'Oxford on va ser assistent d'Augustus Love, va treballat durant tota la guerra pel Laboratori Nacional de Física en temes d'aeronàutica, arribant a ser instructor de la Royal Air Force.
El 1918, el seu matrimoni amb una presbiteriana va provocar el trencament de les seves relacions familiars. El 1920 va ser nomenat professor del Imperial College London en el qual va fer la resta de la seva vida acadèmica. A partir de 1946 va ser el cap del departament de matemàtiques substituint Sydney Chapmani prosseguint la seva tasca modernizadora. El 1955 es va retirar.
Levy va ser molt actiu políticament; de idees esquerranistes, va ser membre del Partit Comunista britànic des del 1931 fins que en va ser expulsat el 1958 per la seva insistència en que les autoritats soviètiques expliquessin les seves polítiques antisemites. Durant els anys 30's va participar activament en programes radiofònics divulgatius sobre les funcions socials de la ciència, i ell mateix va publicar diversos llibres i articles sobre filosofia marxista.
Les seves obres matemàtiques versen sobre aeronàutica, equacions diferencials, equacions en diferències finites i teoria de la probabilitat.